# 제대포

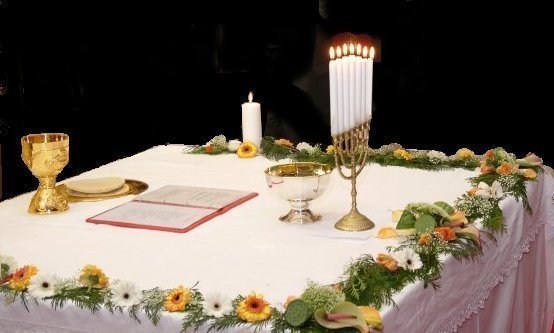
제대 위를 덮은 하얀색 제대포.

제대포(祭臺布)는 제대 위에 까는 아마포나 대마포로 만들어진 세 장의 하얀색 천을 말하는데, 양쪽이 땅에 닿도록 하는 제일 위에 것과 그 밑의 두 장이 바로 제대포이다. 미사성제의 숭고함과 그에 대한 존경 그리고 십자가에 못박혀 죽은 예수 그리스도의 시신을 염했던 염포를 의미한다.
기독교에서 제대포의 사용은 초기 기독교 시절까지 거슬러 올라간다. 성 옵타토는 4세기에 모든 기독교 신자는 전례를 집전하는 동안 제대를 천으로 덮었다고 증언하였다. 바르톨로메오 제반투스에 따르면, 나중에 이는 7세기 교황 보니파시오 3세에 의해 교회법으로 반포되었다고 한다. 제대포를 세 장이나 사용하기 시작한 것은 약 9세기경으로 추정되며, 이후 오늘날까지 미사를 합법적으로 거행하기 위해서는 이와 같은 사항을 준수할 것을 명시하고 있다. 교회가 이러한 규정을 정한 이유는 만약 사제가 미사를 봉헌하는 도중에 실수로 성혈(축성된 포도주)을 흘렸을 경우, 성혈이 제대 성석(聖石)에 닿는 것을 방지하고 제대포에 흡수시키기 위해서이다. 미사를 거행하지 않을 때에는 제대포 위를 제대 덮개로 덮어둔다.